# St. Martin (Kirchsahr)

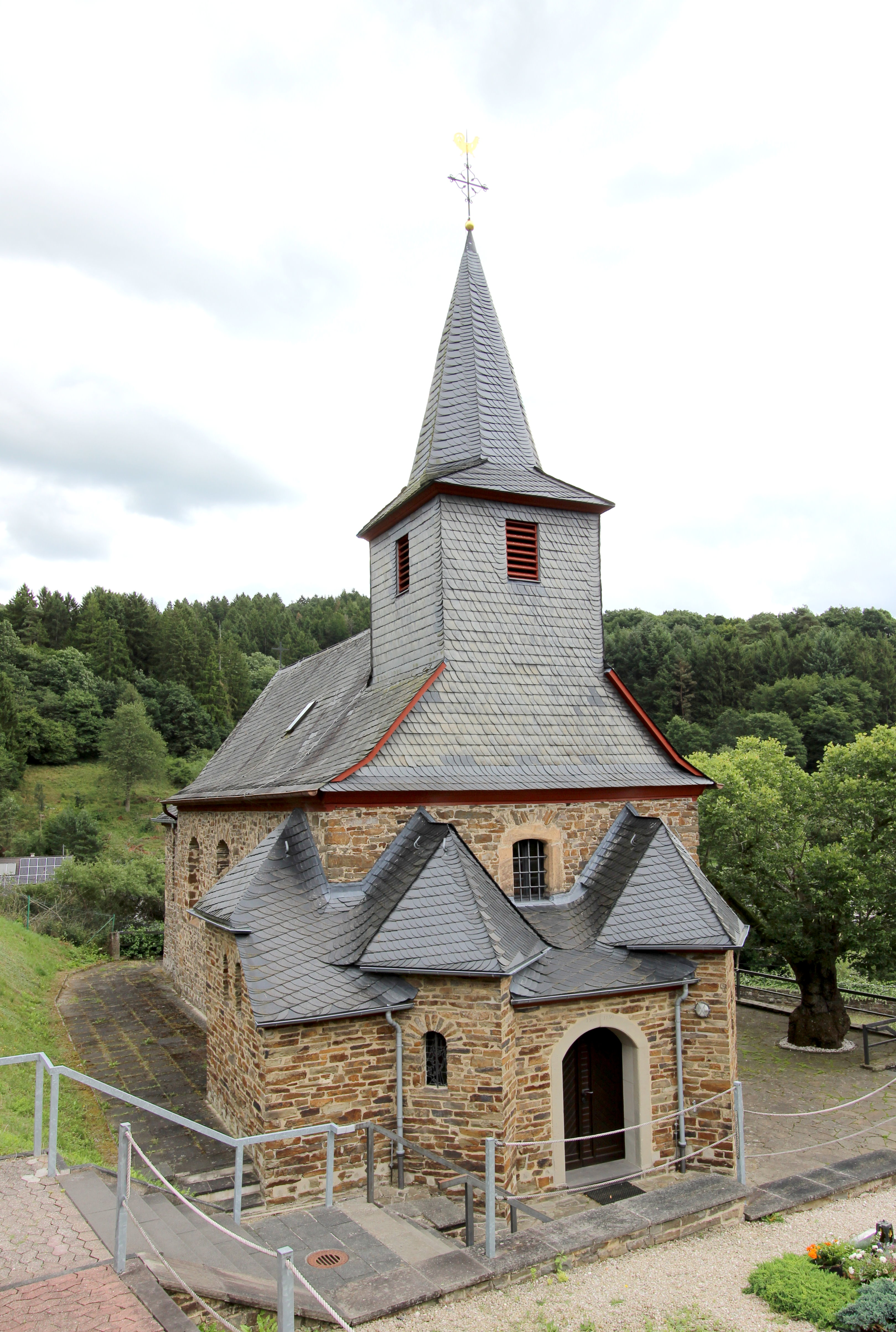
Pfarrkirche St. Martin in Kirchsahr

Die römisch-katholische Pfarrkirche St. Martin ist ein barocker Saalbau in der Ortsgemeinde Kirchsahr, die zur Verbandsgemeinde Altenahr im Landkreis Ahrweiler in Rheinland-Pfalz gehört.

## Geschichte
Nachweislich besaß Kirchsahr um 1302, vermutlich aber schon um 1105, eine Kirche. Jedenfalls wird sie im Jahr 1266 als eine der acht Mutterkirchen genannt, die dem Stifte Münstereifel unterstanden. Nach einem Brand 1677 wurde die Kirche 1680 als baufällig eingestuft. Im Jahre 1681 stiftete der Junggeselle Michael Obliers für die Erneuerung des Chores 99 Taler. Dieser wurde 1684 wiederhergestellt. Der heutige barocke Saalbau wurde dann in den Jahren 1729 und 1730 mit Mitteln des Stiftes Münstereifel aus Bruchstein errichtet. Die im später entstandenen Flachbogen der Westtür eingemeißelten Jahreszahlen 1300 und 1730 lassen Rückschlüsse auf das Alter des Vorgängerbaus zu. Der Innenraum misst 18,55 mal 5,30 Meter. Der hellblaue Anstrich wurde 1963 durch einen weißen ersetzt.
Im Jahre 1769 erhielt die Kirche einen Sakristeianbau. Das heutige Pfarrhaus, von dem ein Vorgängerbau seit etwa 1600 schriftlich belegt ist, entstand in den Jahren 1897 bis 1899.

## Ausstattung

### Flügelaltar

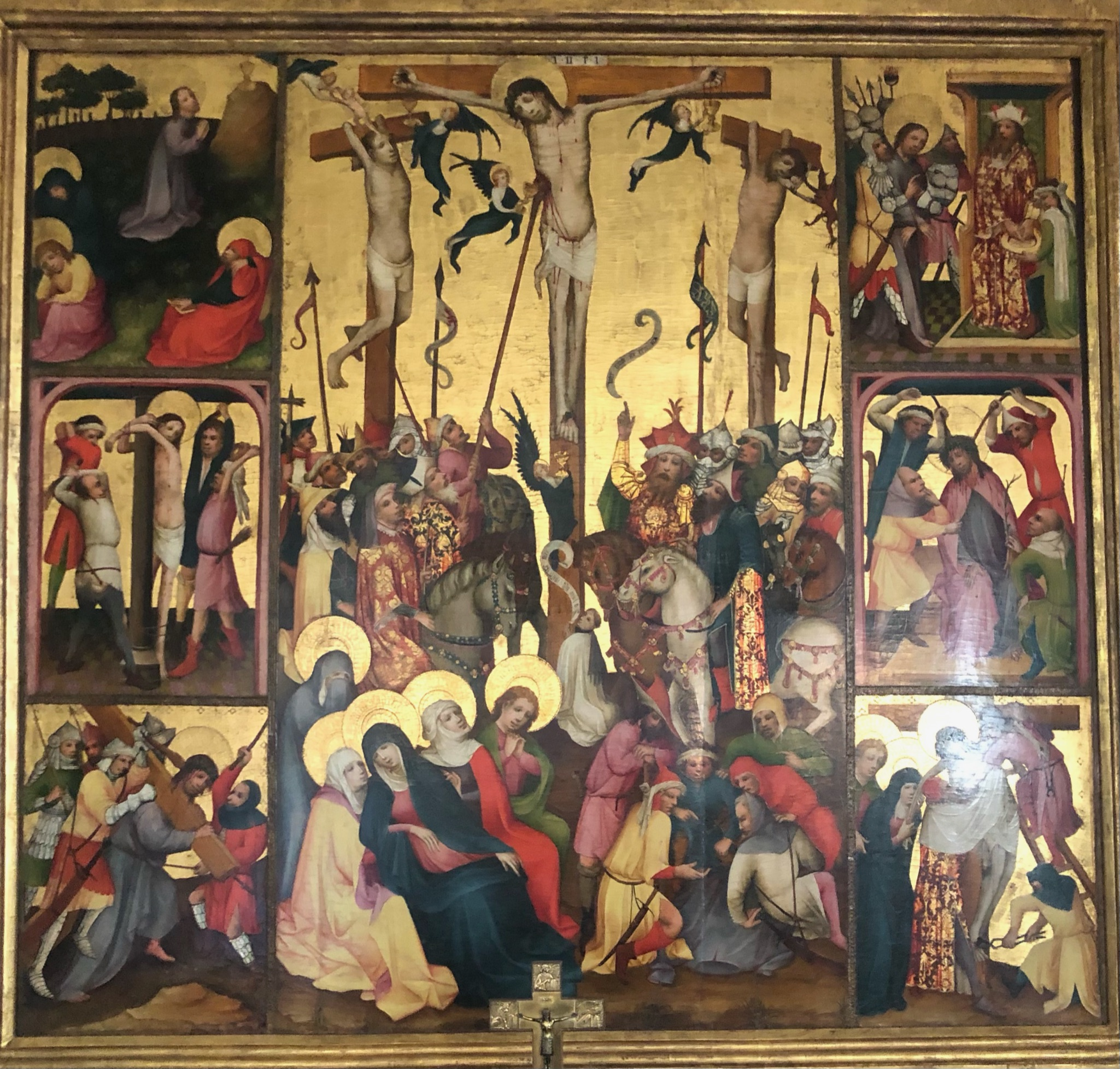
Mittelteil des Triptychons

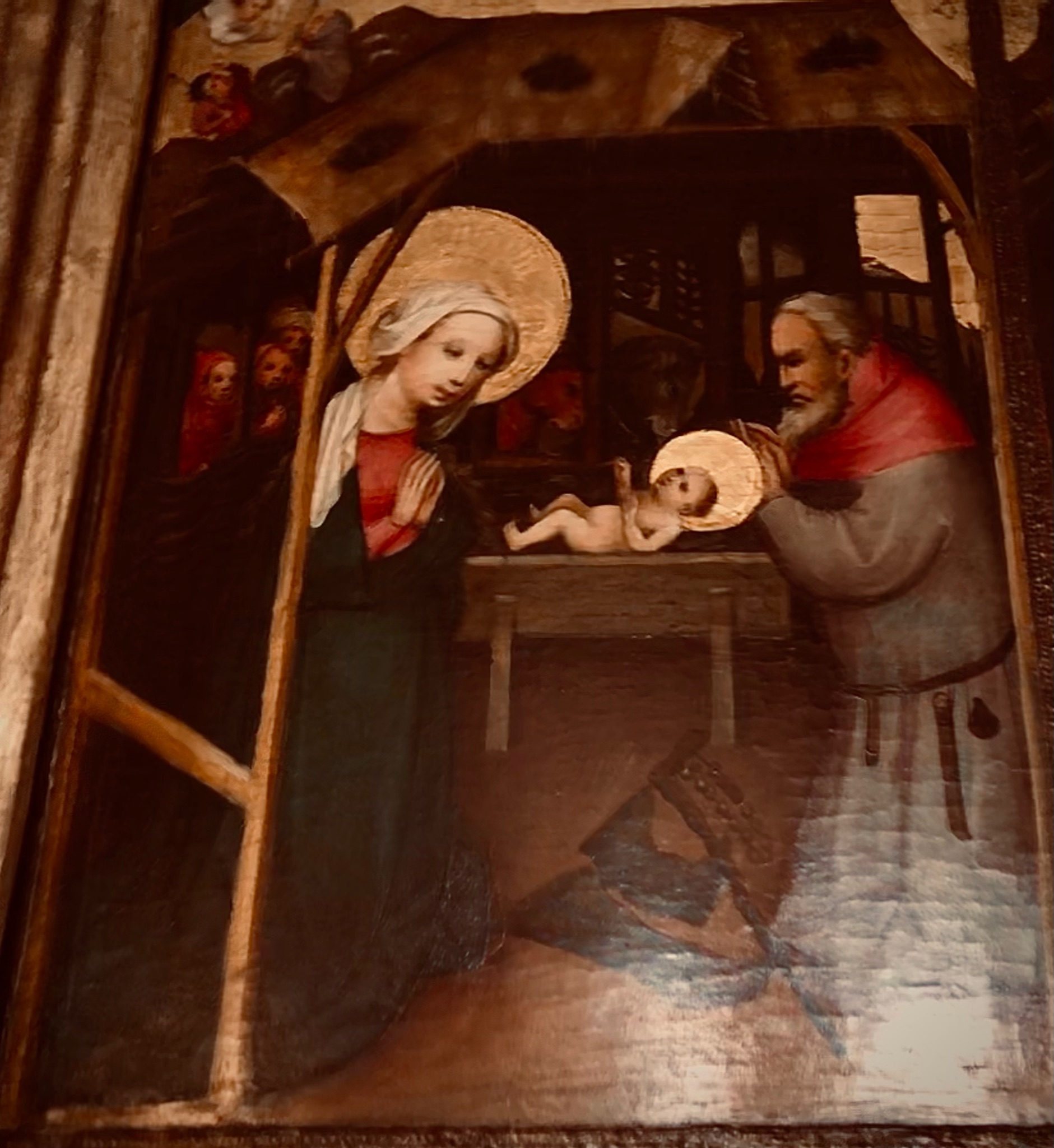
Geburtsszene auf linkem Flügel

Seit 1760 besitzt die Kirche einen Flügelaltar (Triptychon), der im ersten Viertel des 15. Jahrhunderts (um 1425) für die Stiftskirche Münstereifel gebaut wurde und in der zweiten Hälfte des 18. Jahrhunderts durch den Pfarrer und Prediger Johannes Cremer nach Kirchsahr gelangte.
Auf den Außenseiten der Altarflügel (53,5 mal 38 cm) befinden sich Darstellungen der Apostel Petrus und Paulus, des Ordensgründers Benedikt, der Heiligen Katharina, der Stiftspatrone Chrysanthus und Daria, des Bischofs Hubertus von Lüttich sowie der Heiligen Margaretha.
Die Innenseiten des Altars zeigen jeweils sechs Episoden aus dem Leben Christi und seiner Mutter Maria. Zu sehen ist eine Verkündigungsszene, das Erscheinen des von den Schriftgelehrten umgebenen Jesus im Tempel, die Grablegung Christi sowie eine Darstellung der gekrönten Häupter von Christus und Maria im Himmel.
Auf der 167,5 mal 179,5 cm großen mittleren Tafel ist die Kreuzigung Christi dargestellt. Die Tafel ist auf beiden Seiten umgeben von jeweils drei Passionsszenen, links Ölberg, Geißelung und Kreuztragung, rechts Christus vor Pilatus, Dornenkrönung und Kreuzabnahme.
Gewisse Form- und Stilelemente deuten darauf hin, dass das Altarbild von der Meister-Wilhelm-Schule stammt, einer nach einem ihrer Vertreter benannten Gruppe Kölner Künstler. Bis auf weiteres wird der Künstler als Meister des Kirchsahrer Altars bezeichnet.

### Figuren
Der Heilige Martin von Tours zu Pferd mit dem Bettler und einem Engel mit den Insignien eines Bischofs, dem Stab und der Mitra, ist in einer Nische der rechten Langhausseite zu sehen.
Die auf der gegenüberliegenden Seite hängende 1,65 Meter hohe Madonnenfigur datiert um das Jahr 1720. Schon seit 1480, aber insbesondere seit dem Ende der ersten Belagerung Wiens im Jahre 1529 wurde die Heilige Maria in erster Linie als Patronin im Kampf gegen die nach Mitteleuropa vorgedrungenen Türken verehrt. Nach der erfolgreichen Abwehr der Türken vor Wien im Jahre 1683 und dem Ende der Türkenkriege im Jahre 1717 waren solche Darstellungen weit verbreitet, insbesondere in den österreichisch-ungarischen Gebieten. So ist der Name Türkenmadonna entstanden.
Unter der Orgelempore sind weitere biblische Darstellungen zu sehen. An der rechten Wand ist der Heilige Hubertus, gegenüber der Heilige Matthäus und am Volksaltar der Heilige Nikolaus dargestellt. Die Kanzel von 1754 ist geschmückt mit Brustbildern der vier Evangelisten.

### Orgel
Die Orgel ist sehr wahrscheinlich ein Werk des zwischen 1711 und 1756 in Münstereifel und Köln wirkenden Orgelbauers Balthasar König. Die Gemeinde erwarb sie 1867 von der Pfarrkirche von Altenahr.

## Bildergalerie: Kirchenfenster und Ausstattungsdetails

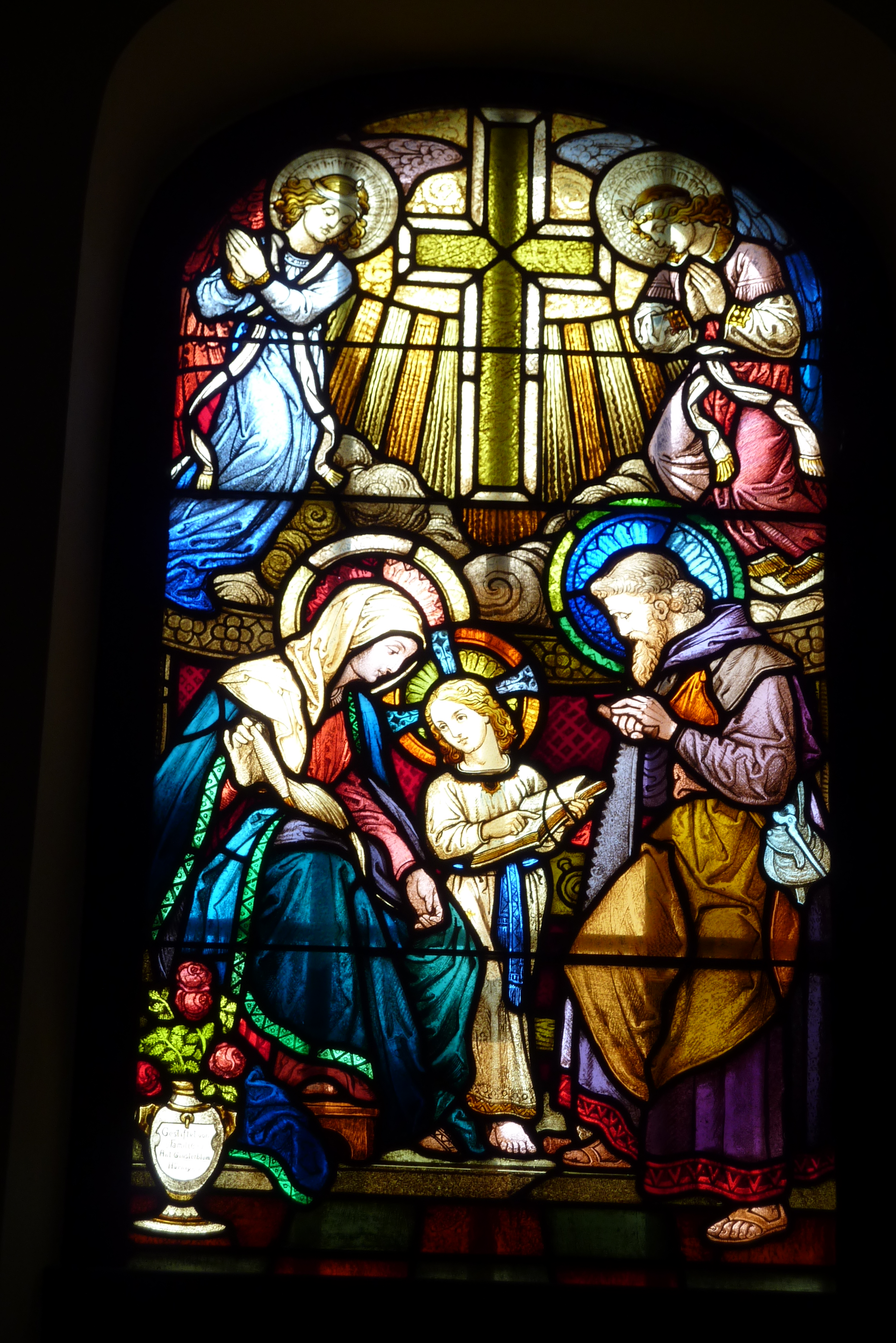
Heilige Familie
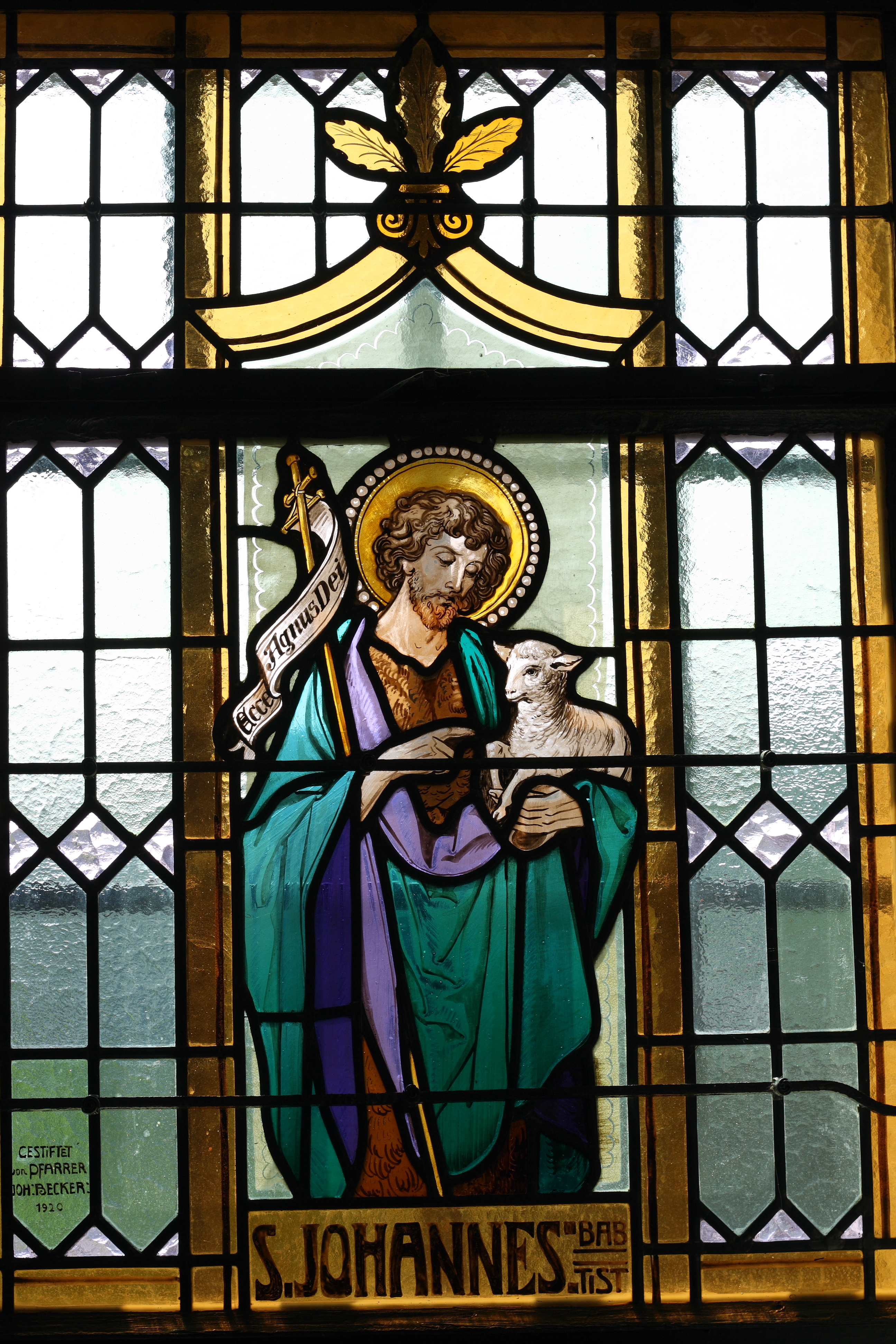
Johannes der Täufer
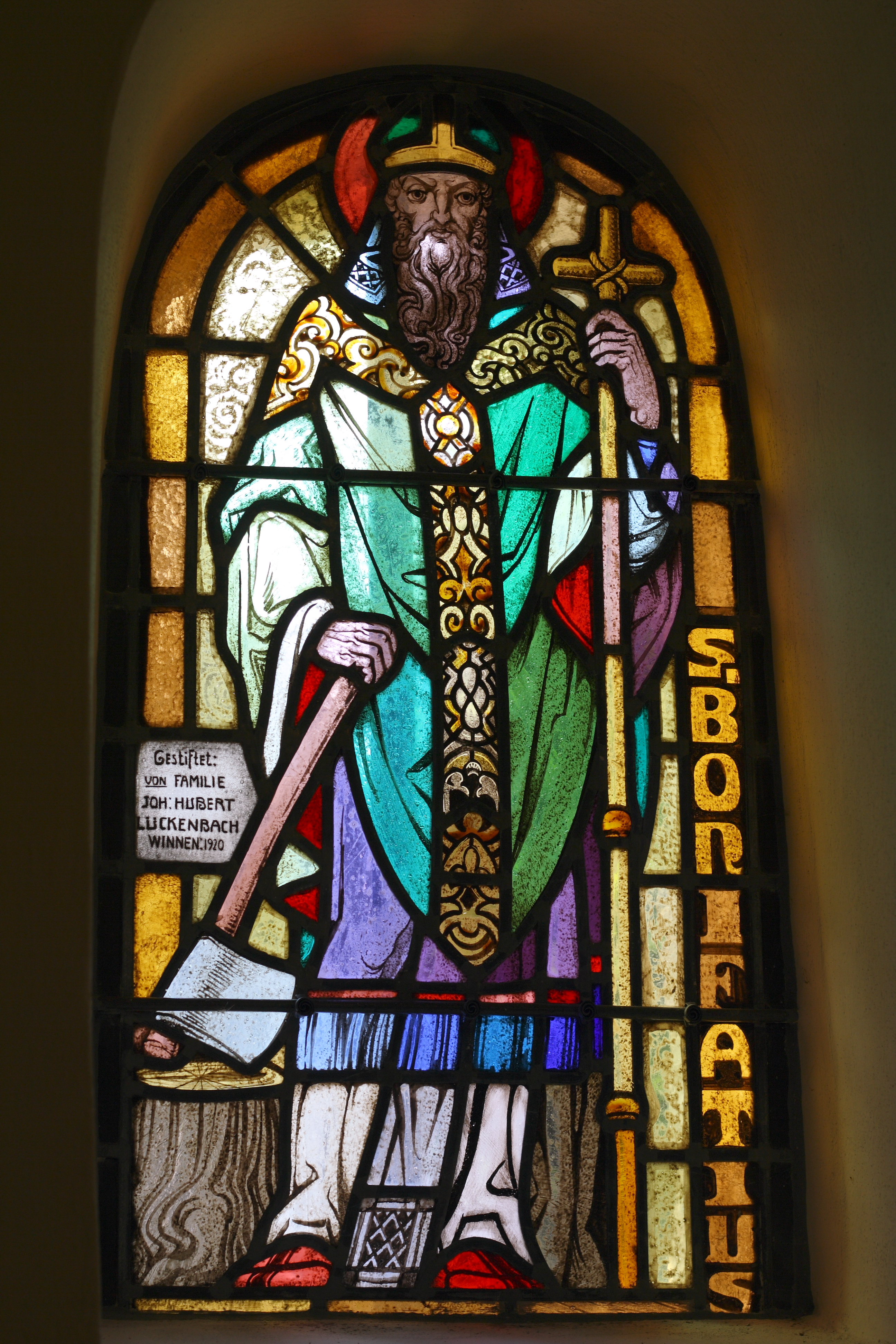
Heiliger Bonifatius
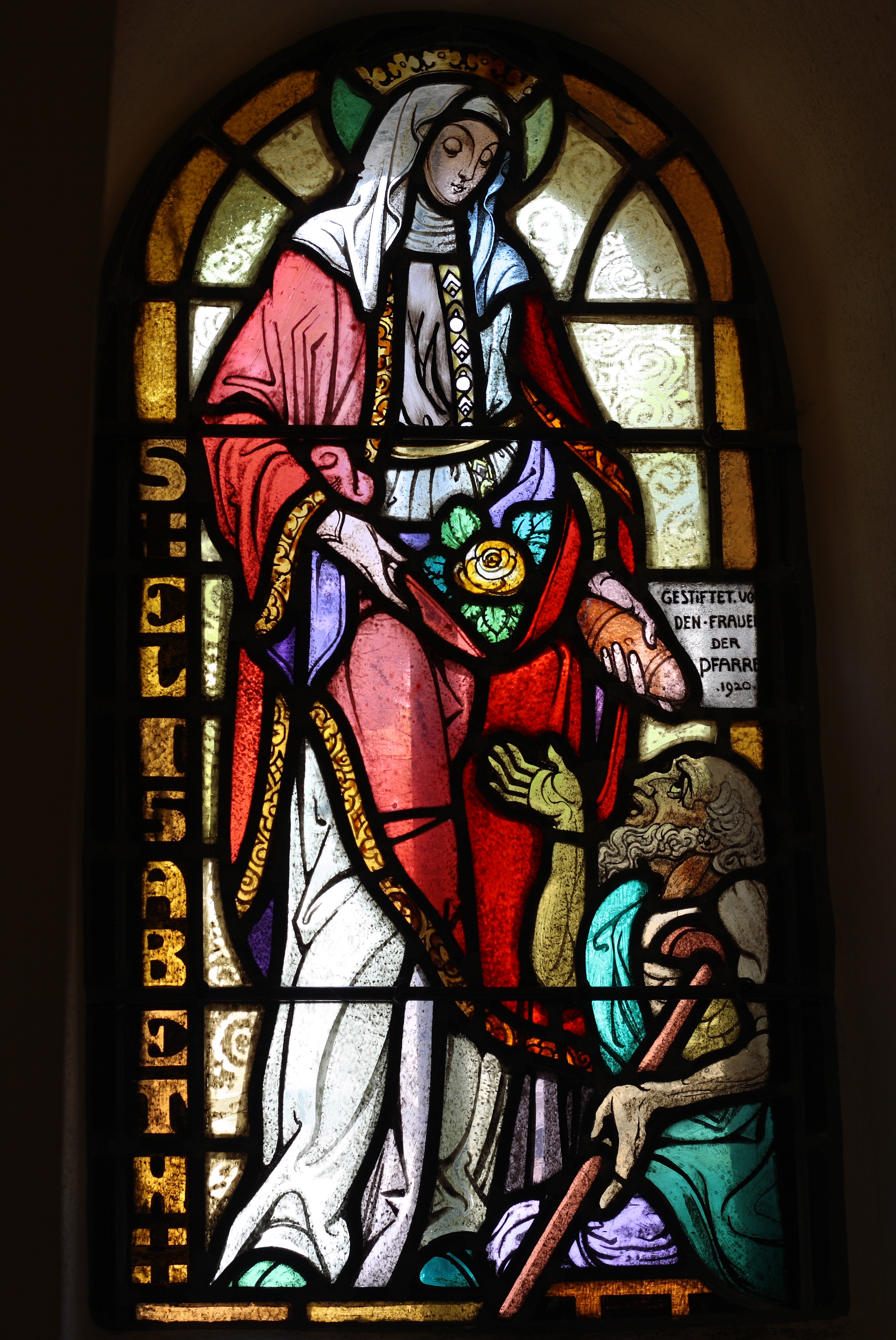
Heilige Elisabeth von Thüringen
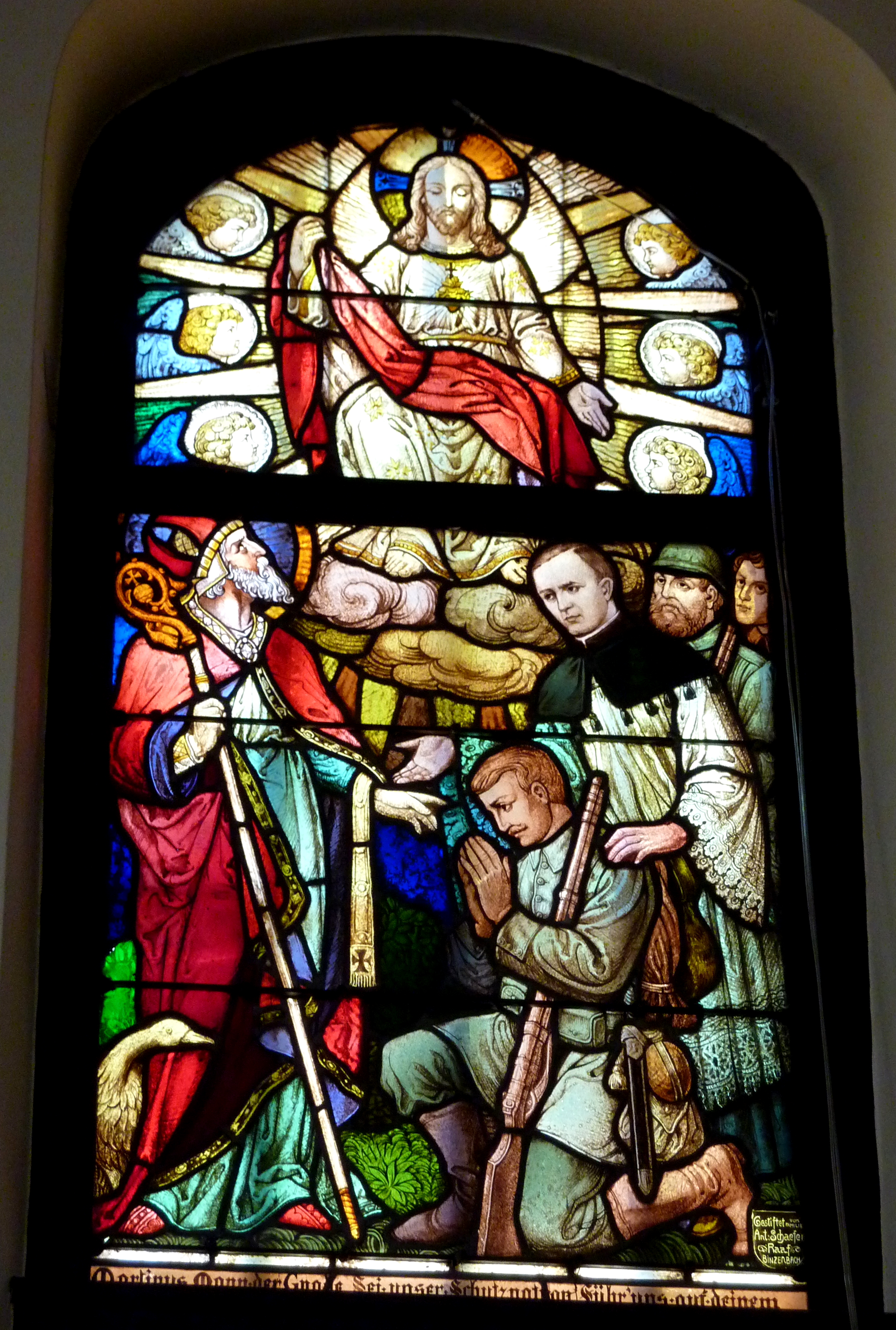
Majestas Christi und betender Soldat (Kriegsfenster)
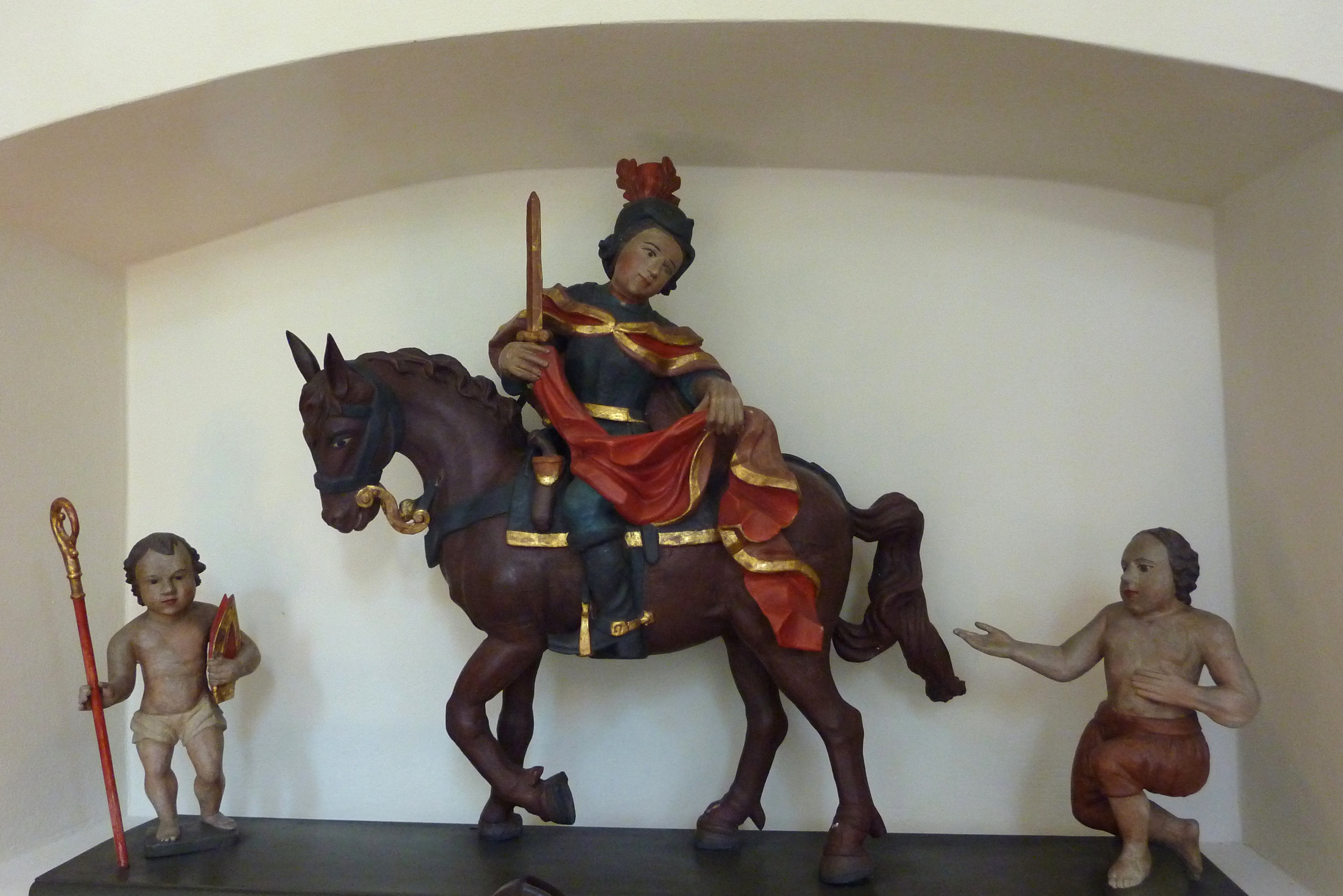
Heiliger Martin mit Bettler und Engel
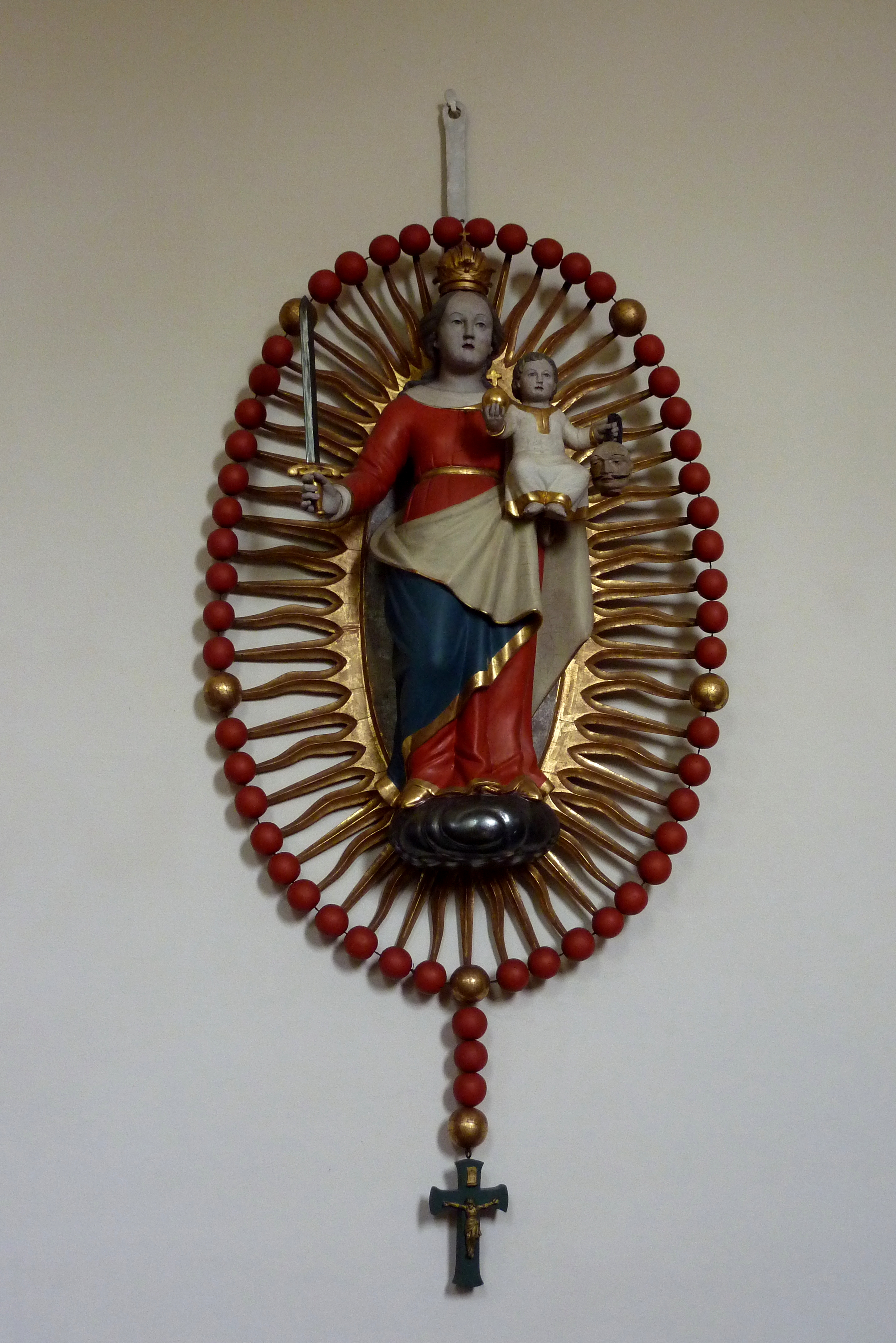
Türkenmadonna
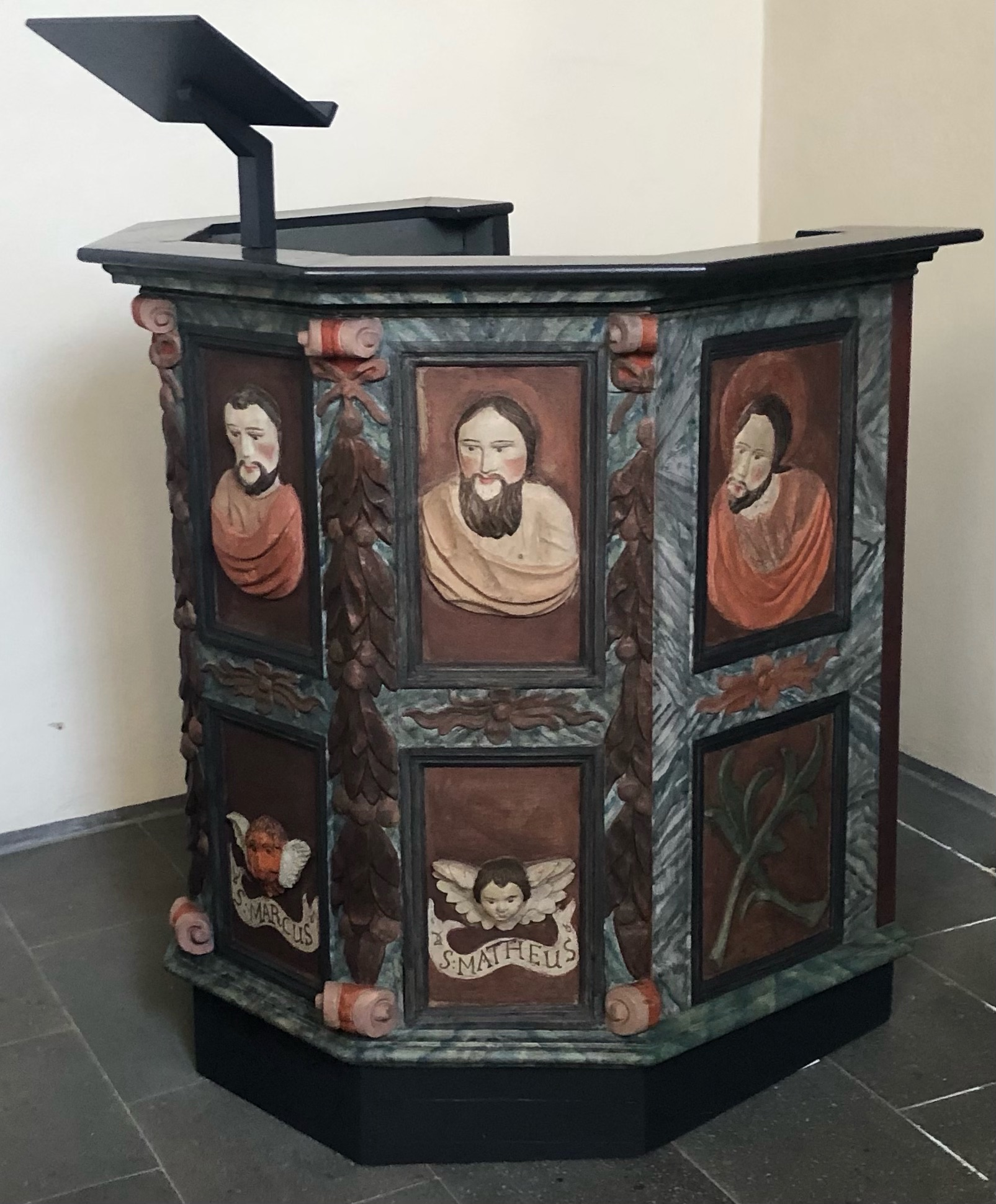
Kanzel mit Evangelistenbildern
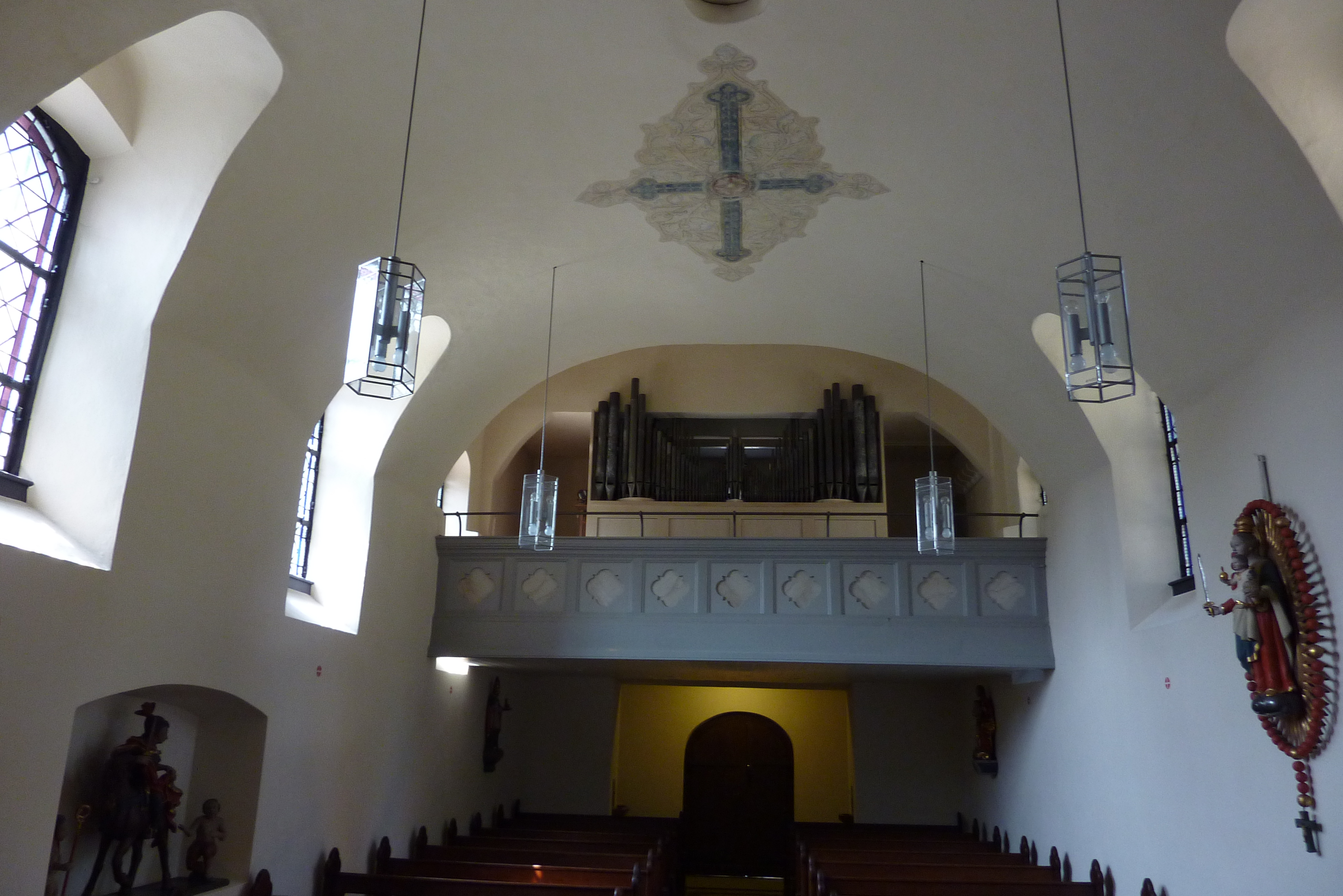
Blick auf die Orgel

## Denkmalschutz
Die Pfarrkirche St. Martin ist in der Liste der Kulturdenkmäler in Kirchsahr verzeichnet.